# Leipziger FC 07
Der Leipziger FC 07 ist ein Fußballverein aus Leipzig. Die erste Frauenmannschaft des Vereins spielte von 2008 bis 2010 in der Regionalliga Nordost. Zurzeit tritt die erste Frauenmannschaft in der Landesklasse Nord an.

## Geschichte
Der Leipziger FC 07 entstand im April 2007, als die Fußballabteilung des SV Leipzig 1910 als eigener Verein ausgegliedert wurde. Der Verein übernahm auf eigenen Wunsch die Männerabteilung des SV 1910 und auf Delegation des Sächsischen Fußball-Verbands die Frauenabteilung des FC Sachsen Leipzig sowie das Sächsische Nachwuchs-Landesleistungszentrum für den Frauen- und Mädchenfußball, um damit Auflagen des Deutschen Fußball-Bunds für den SFV zu erfüllen. Geplant war auch die Übernahme der Frauenabteilung des 1. FC Lokomotive Leipzig, worauf man sich mit dem SFV jedoch nicht einigen konnte.
Die erste Frauenmannschaft stieg in ihrer ersten Saison in die Regionalliga Nordost auf und konnte sich in der Liga etablieren. In der Saison 2009/10 wurde man Erster und war somit zum Aufstieg in die 2. Bundesliga berechtigt. Der Verein nahm drei Mal an der Deutschen B-Juniorinnen-Meisterschaft teil, wobei man 2007/08 mit zwei Siegen aus drei Spielen am erfolgreichsten war.
Nachdem der Verein im Herbst 2009 durch ein vom SFV eingesetztes Präsidium für insolvent erklärt worden war, wechselten viele Spielerinnen zum 1. FC Lok, auch das Nachwuchszentrum und die B- und C-Juniorinnen mussten dem 1. FC Lok übergeben werden. Der Leipziger FC 07 konnte die Auflösung unter neuer unabhängiger Leitung abwenden, jedoch konnte man nicht mehr in die 2. Bundesliga aufsteigen und musste sich stattdessen in die Landesliga Sachsen zurückziehen.
Für die Saison 2016/17 war eine Spielgemeinschaft der ersten Mannschaft mit der Frauenabteilung von RB Leipzig, die mittlerweile das Nachwuchszentrum übernommen hat, geplant. Die Spielgemeinschaft kam jedoch nicht zustande, da sich mehrere Mannschaften des FFV Leipzig auflösten und sich deren Spielerinnen RB Leipzig anschlossen. Somit gab es keine Notwendigkeit mehr seitens RB Leipzig für eine Spielgemeinschaft. Die erste Frauenmannschaft spielte daher weiterhin in der Landesklasse Nord. Die erste Männermannschaft spielt in der 1. Kreisklasse Leipzig 2.

## Erfolge
Frauenfußball
- Meister der Regionalliga Nordost 2009/10
- Meister der Landesliga Sachsen 2007/08
- Sächsischer Pokalsieger: 2009, 2010